# Мальчик, вытаскивающий рыбу (Санкт-Петербург)
Фонтан «Мальчик, вытаскивающий рыбу» («Мальчик», «Рыбак», «Мальчик с рыбой») — историческая скульптура в Санкт-Петербурге, недействующий фонтан. Находится в Московском парке Победы севернее пруда Очки, в настоящее время фонтанная чаша превращена в песочницу на детской площадке. Объект культурного наследия федерального значения.

## История
Впервые ленинградский парк культуры и отдыха был разбит в 1939—1941 годах, но после разрушений Великой Отечественной войны он был заложен повторно 7 октября 1945 года уже как парк Победы — на Сызранском поле, в бывшей прифронтовой полосе. В соответствии с проектом архитекторов Е. И. Катонина и В. Д. Кирхоглани в парке сооружены два фонтана: «Венок славы» на центральной аллее и «Мальчик, вытаскивающий рыбу» севернее пруда Очки. 

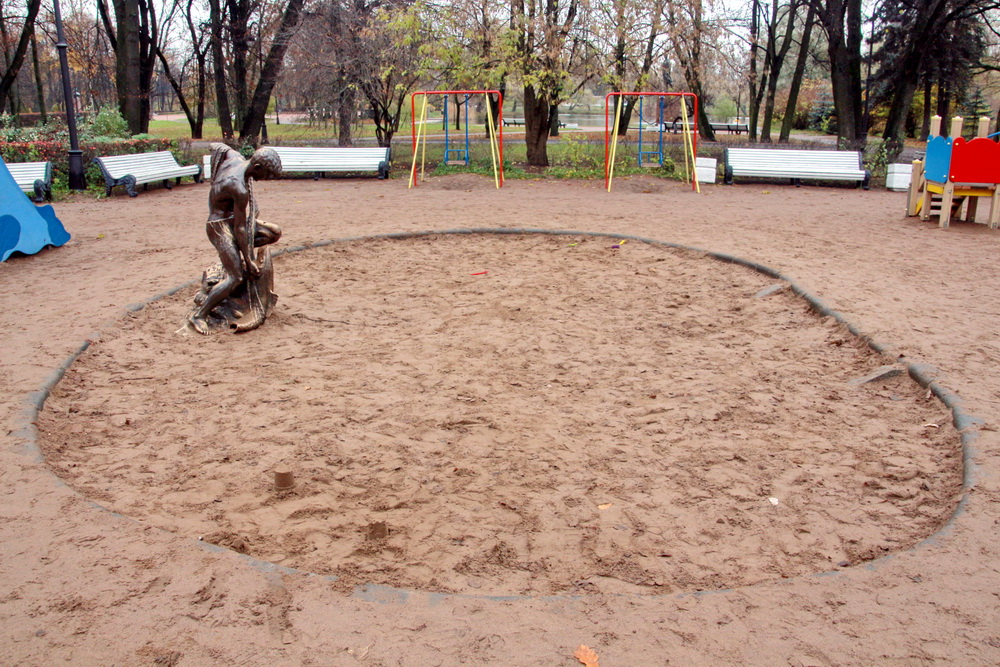
Бывший фонтан в 2022 году

В качестве фонтанной скульптуры была использована статуя мальчика с рыбой — студенческая конкурсная работа скульптора Бориса Николаевича Сона (1922—2009), созданная в 1949 году при поступлении в Ленинградский институт живописи, скульптуры и архитектуры. Сооружённый в 1952 году фонтан представляет собой бронзовую литую скульптуру водомёта в виде мальчика, стоящего на скале и вытаскивающего рыболовную сеть. По сюжету композиции удачливый парень крепко держит сеть с рыбиной. Фонтанная статуя установлена в чаше, по форме приближённой к овалу. Образ словно перекликается с легендарной «Девушкой с разбитым кувшином» в Екатерининском парке Царского Села скульптора П. П. Соколова, воспетой Александром Пушкиным и Анной Ахматовой. 
В 1954 году аналогичная статуя была установлена на ВДНХ в ходе реконструкции павильона «Ленинград и Северо-Запад РСФСР». Её тоже сделали частью фонтанной композиции, но только в конце 1970-х гг..
Оба фонтана в Московском парке Победы включены в реестр объектов культурного наследия в качестве памятников федерального значения. Но если «Венок славы» отремонтирован и с 2020 года снова работает, то «Мальчик с рыбой» является недействующим. Его чаша превращена в песочницу на детской площадке. В парке имеется близкая по сюжету композиция — «Мальчик, поймавший рыбку» работы М. А. Мотовиловой.